# Lateral flapp
Lateral flapp är en familj konsonantljud som används i vissa talade språk. Det finnas fyra olika bevisade eller påstådda varianter som används i världen:
- Alveolar lateral flapp ɺ som är vanlig
- Retroflex lateral flapp  som finns i språken pashto och iwaidja
- Palatal lateral flapp ʎ̯ som kanske förekommer i iwaidja
- Velar lateral flapp ʟ̆ förekommer allofoniskt i Melpa och vissa andra språk från Nya Guinea